# 比德爾器皿

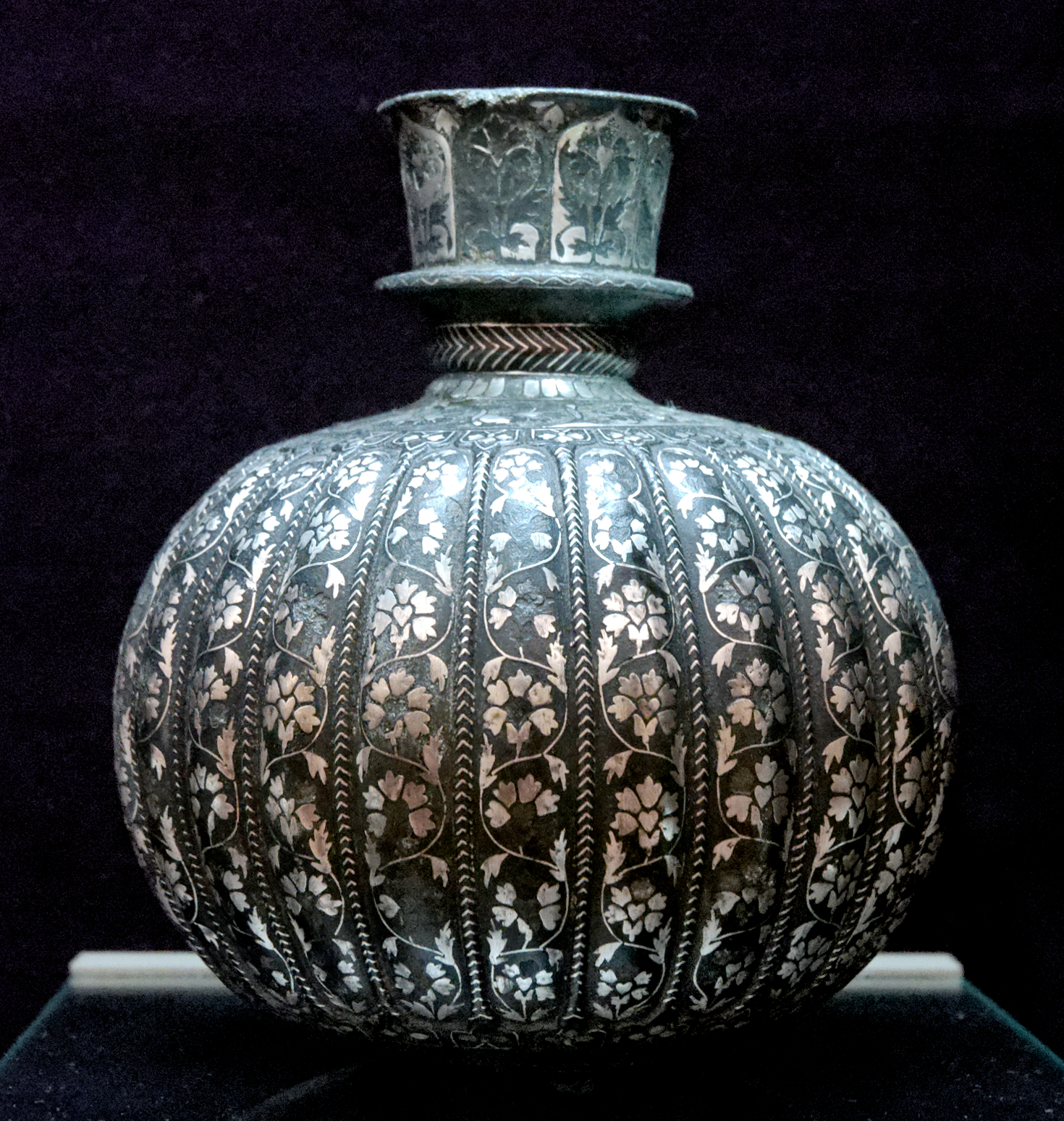
17世紀末,收藏於卢浮宫的比德爾水煙壺

比德爾器皿是來自印度比德爾的金屬手工藝品。發源於公元14世紀的巴赫曼尼苏丹国。
「比德爾器皿」這個詞來自比德爾小鎮，它也是這獨一無二金屬器皿的最主要製造中心。 因為是嵌入工法的藝術品，比德爾器皿的價格很高昂且是印度重要的輸出工藝品。其金屬由鋅和銅所鑄成，嵌入純銀薄片。這個工藝品的原產地獲得产品地理标志（GI）認證。

## 起源
比德爾器皿的起源，通常認為是巴哈馬尼蘇丹在14-15世紀統治下的比德爾。